# Ӿ
Ӿ, ӿ или Х с чертичка е буква от кирилицата. Използва се в нивхския език, където обозначава беззвучна гласилкова проходна съгласна [h]. Буквата произлиза от кирилското Х, на което е добавена чертичка.

## Кодове
| Буква  | Уникод |
| ------ | ------ |
| Главна | U+04FE |
| Малка  | U+04FF |

В други кодировки буквата Ӿ отсъства.